# Salvatore Grita

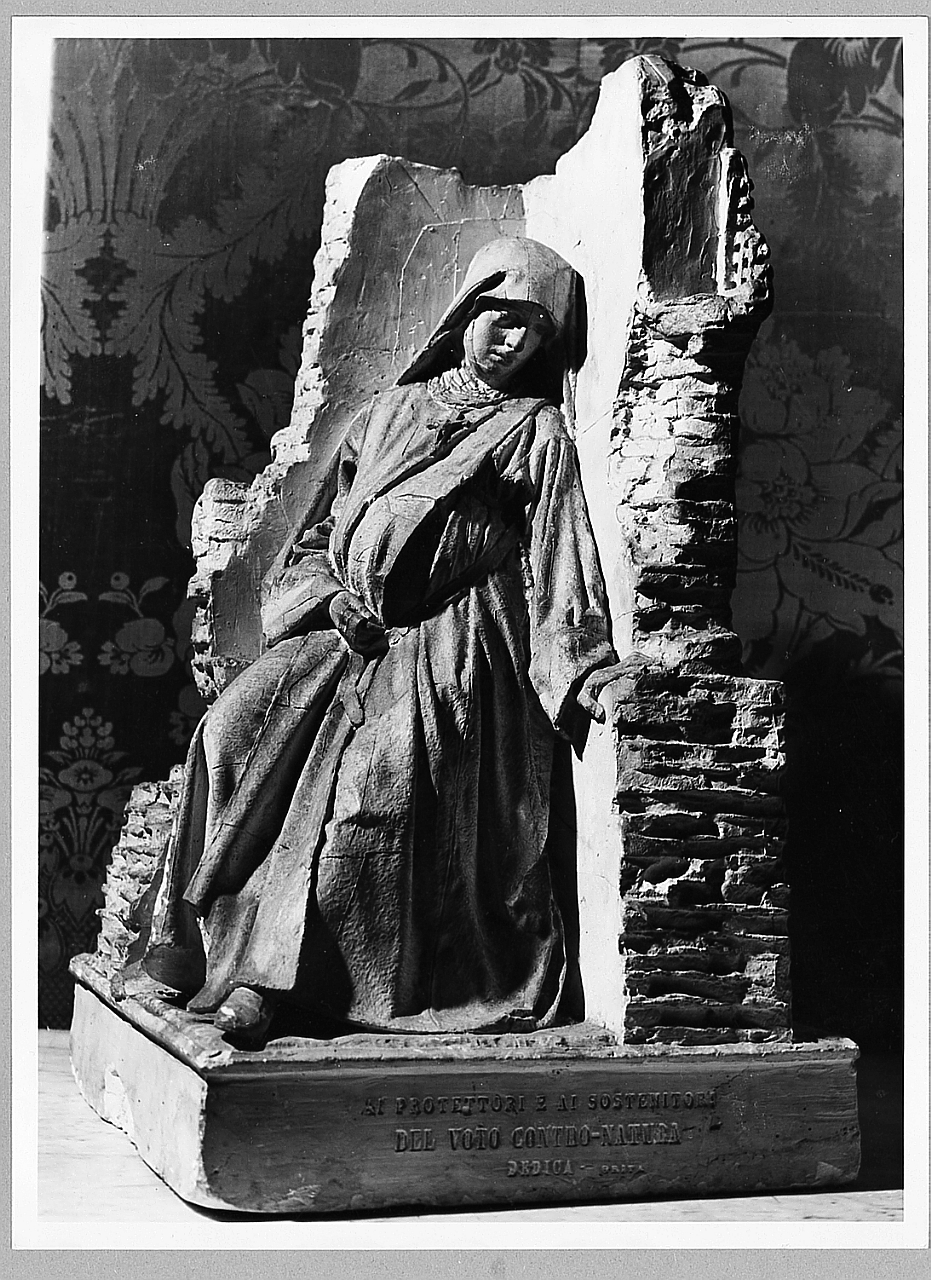
Voto contro natura (in gesso), opera di Salvatore Grita che poi fu tradotta in marmo

Salvatore Grita (Caltagirone, 15 marzo 1828 – Roma, 18 giugno 1912) è stato uno scultore e critico d'arte italiano, è noto per la celebre statua, realizzata tra il 1860 e il 1870, Voto contro natura, denuncia contro la Chiesa per la pratica secondo cui le ragazze rimaste incinte dovessero farsi monache per non dare scandalo.

## Biografia
Nato da ragazza madre, fu affidato alle cure delle monache di clausura fin quando fu riconosciuto dal padre naturale, il falegname Giovanni, il quale lo riconobbe come proprio figlio solo nel 1854, e adottato da sua moglie Marianna Noto. Salvatore aveva già 26 anni.
Sono stati tanti i figli di genitori sconosciuti che le giovani madri non hanno potuto conoscere o ri-conoscere e il cui unico peccato, se così possiamo considerarlo, è stato quello di essersi innamorate oppure in altri casi, essere state violentate. I bambini nati da queste sventurate furono battezzati Giuseppe, Salvatore, Angelo, Benedetto e tanti altri nomi derivati dai vangeli e dalla storia religiosa. Sui cognomi invece non ci furono dubbi che fossero trovatelli, bambini abbandonati, figli illegittimi: Diotallevi, Degli Esposti, Diotiguardi, Sperandio, Trovati, Incerti, ed altri epiteti del genere.
Fin dal 1849 iniziò ad impratichirsi con lavori di scultura a Catania nella bottega del marmista Pasquale Privitera ed in seguito, nel 1854, dello scultore Antonio Calì che stava lavorando alla statua di Francesco I. Seguì il maestro all'Accademia di belle arti di Napoli dove insegnava e, dopo aver affinato le sue tecniche, presentò un proprio gesso, all'Esposizione nazionale italiana del 1861. Il gesso verrà tradotto in marmo solo nel 1863 per essere destinato all'orfanotrofio delle fanciulle povere di San Luigi di Caltagirone.
A Grita il suo passato nell'orfanotrofio fatto di paure, di preghiere e di punizioni probabilmente lo fortificò in un carattere fortemente anticlericale, del resto una posizione condivisa da molti intellettuali nel periodo storico in cui visse lo scultore siciliano. Erano gli anni del Risorgimento, che si conclusero nel 1870 con la breccia di Porta Pia e con la definitiva sconfitta del potere papalino. Già nell'ottobre del 1860 egli aveva cercato di raggiungere Giuseppe Garibaldi a Santa Maria Capua Vetere.
Negli anni che seguirono lavorò alla Camera dei deputati, facendo il formatore per altri artisti e realizzando alcuni busti, tra i quali quello del ministro Filippo Cordova, a Torino nel 1863, ma andato disperso. Nello stesso periodo lavorò alla sua opera maggiore, anch'essa andata in seguito dispersa, dopo gli inutili tentativi di ottenerne l'acquisto da parte dello Stato, meglio nota come La notte del 27 maggio 1860 a Palermo, in gesso, raffigurante il bombardamento di quella città, di cui si conserva la fotografia presso il museo di Caltagirone. Il soggetto dell'opera, lontana da quel tono celebrativo che sembrava ormai impossessarsi della storia ufficiale, denunciava il dramma della gente anonima, degli umili, secondo una visione e uno spirito più vicino alla gente. Secondo il critico d'arte Diego Martelli quella di Grita era un'opera di realismo. Del resto è noto che Grita avesse frequentato artisti quali Telemaco Signorini, Vincenzo Cabianca, Cristiano Banti. L'opera fu esposta nel 1877 a Napoli e nel 1884 a Torino.
Fu in quegli anni che andò realizzando l'opera Voto contro natura, tra il 1860 e il 1870. La figura femminile incinta in abiti religiosi, posta in un angolo di un muro sbrecciato, come prigioniera, in cui l'ambientazione ne sottolinea lo squallore spirituale, oltre alla tristezza e all'impotenza della donna alla ribellione. Alla base della statua è posta la dedica con cui si può decifrare l'intenzione dell'autore: "Ai protettori e sostenitori del voto contro natura". Un grido anticlericale contro la pratica della monacazione forzata. L'opera è alla Galleria d'Arte Moderna di Palazzo Pitti a Firenze.
Tra il 1872 e il 1874 Grita realizzò la statuetta La piccola proletaria, di cui la fotografia è conservata presso il Museo civico di Caltagirone, quale omaggio all'industriale Robert Owen, portatore di una sorta di socialismo di tipo umanitario e di riforme pedagogiche, esposta a Milano nel 1881. In quegli anni portò a termine anche i busti di Alessandro Manzoni (1875-76) e di Massimo d'Azeglio (1877-78).
Grita fu anche giornalista. A partire dal 1867, collaborò con il periodico fiorentino "Il Gazzettino delle arti del disegno" ed iniziò l'attività di critico d'arte dove ebbe un ruolo non marginale. Nel 1867 fu un componente della commissione che assegnò i premi al primo concorso artistico di pittura di Firenze ed in tale occasione polemizzò contro i vincoli burocratici imposti ai giovani concorrenti. Dal 1872 co-diresse il "Giornale Artistico" in cui scrisse sulla necessità di superare le convenzioni accademiche in favore del realismo e del rafforzamento della pedagogia artistica. Alla metà degli Ottanta e nel 1898 scrisse due libelli contro il presidente del Consiglio Agostino Depretis per il tradimento degli ideali del Risorgimento, anche sulla base dei monumenti postunitari.
A causa delle ristrettezze economiche gli venne sequestrato lo studio. Dal 1897 dichiarò di non essere più liberale ed aderì al socialismo.
Grita ebbe tre figli: Michele, Rosina e Maria, i quali si dedicarono alla fotografia a Catania e a Caltagirone di proprietà di Salvatore. Nell'atto di morte, redatto ad Agrigento, sia la madre che i figli sono registrati come fotografi. Infatti, tra i fotografi attivi nella città di Agrigento risultano Francesco Campagna (1867-1932) con la moglie Maria Grita (1874-1927) ed Emanuele Gramitto con la moglie Rosina Grita (1868-1928) mentre appare probabile che il figlio Michele, del quale sono ignote le date, proseguì l'attività fotografica a Caltagirone e a Catania, in cui risulterebbe fosse attivo dagli anni Settanta dell'Ottocento ai primi del Novecento.

## Pubblicazioni
- Sei domande al governo italiano dello scultore Salvatore Grita, True World of Books, 2023 (ristampa fotostatica dell'edizione del 1873)
- Polemiche artistiche, Roma, 1884 (stampato a proprie spese)
- All'On. Depretis, responsabile dei monumenti al Re ed a Garibaldi a Roma. Sfuriata critica, Tipografia Nazionale, 1885